# La Ferrière-sur-Risle
La Ferrière-sur-Risle é uma comuna francesa na região administrativa da Normandia, no departamento de Eure. Estende-se por uma área de 0,24 km². Em 2010 a comuna tinha 225 habitantes (densidade: 937,5 hab./km²).004 hab/km².